# 천태초등학교
천태초등학교는 대한민국 전라남도 화순군 도암면 원천리에 있는 공립 초등학교이다.

## 학교 연혁
- 1924년 12월 5일 천태공립보통학교(4년제) 개교설립인가 10월 25일
- 1928년 4월 1일 6년제로 승격
- 1938년 4월 1일 천태공립심상소학교 개칭
- 1940년 7월 10일 교사 이전
- 1941년 4월 1일 천태공립국민학교 개칭
- 1951년 11월 15일 현 교사로 이전
- 1981년 3월 1일 병설유치원 개원
- 1996년 3월 1일 천태초등학교로 개칭
- 2000년 3월 1일 용강분교장 통합
- 2004년 3월 1일 봉하분교장 통합
- 2017년 9월 1일 제25대 이현희 교장 부임
- 2018년 2월 14일 제89회 졸업장 수여식(총 4,960명)

## 참고 자료
- 천태초등학교 - 한국교육학술정보원 학교알리미